# William Beckett
William Eugene Beckett Jr., född den 11 februari 1985 i Libertyville, Illinois, USA är sångare i bandet The Academy Is....  
Innan The Academy Is... hade William ett soloprojekt som hette Remember Maine.
Han spelar den elaka vampyrledaren av The Dandies i Fall Out Boys musikvideo till "A Little Less Sixteen Candles, A Little More Touch Me". Han har även medverkat i andra låtar som Cute Is What We Aim Fors "There Is A Class For This", Fall Out Boys "Sophomore Slump or Comeback of the Year", Gym Class Heroes "7 Weeks" och Cobra Starships "Snakes On A Plane (Bring It)" som även var soundtrack till filmen Snakes on a Plane.

## Diskografi

### Solo
EP
- 2012 – Walk the Talk
- 2012 – Winds Will Change
- 2012 – What Will Be

Studioalbum
- 2013 – Genuine & Counterfeit

Samlingsalbum
- 2013 – The Pioneer Sessions

### Som gästartist
- 2005 – "Sophomore Slump or Comeback of the Year" (sång, med Fall Out Boy)
- 2006 – "7 Weeks" (sång, med Gym Class Heroes)
- 2006 – "Snakes on a Plane (Bring It)" (sång, med Cobra Starship)
- 2006 – "There's a Class for This" (sång, med Cute is What We Aim For)
- 2008 – "What a Catch, Donnie" (sång, med Fall Out Boy)
- 2008 – "Hold On (Remix)" (med Good Charlotte)
- 2008 – "Homecoming" (som låtskrivare, med Hey Monday)
- 2011 – "For the Love of a Daughter" (som låtskrivare, med Demi Lovato)
- 2014 – "Wolf in Sheep's Clothing" (med Set It Off)